# Villa Guaita

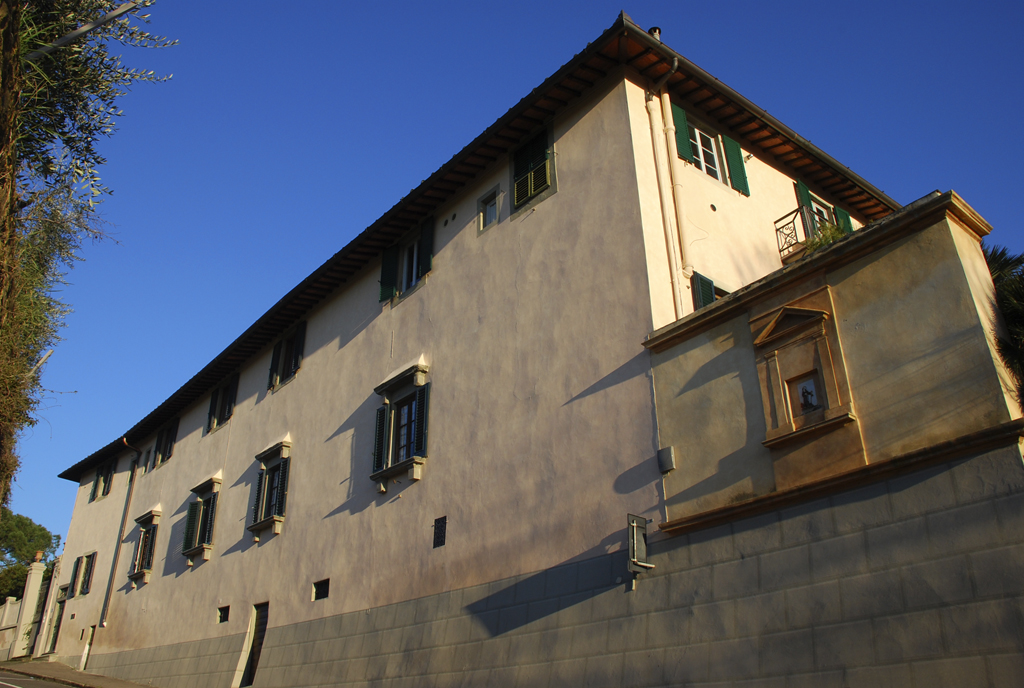
Villa Guaita (o Villa Pieraccioni)

Villa Guaita si trova in via del Podestà 111, davanti al convento del Portico, in zona Galluzzo, a Firenze. È chiamata anche Villa Pieraccioni, dal nome degli attuali proprietari.

## Storia
La villa fu originariamente costruita per i Canigiani, che la tennero fino alla metà del XVI secolo. Passò poi ai Cicciaporci nel 1552 venne lasciata in via testamentaria alle monache di San Giuseppe in San Frediano, che la tennero fino alla soppressione napoleonica del 1808, dandola a livello alla famiglia Cantagalli ed ai Vinci. Infine venne tenuta da varie famiglie, fra le quali i Frilli.

## Architettura
Il prospetto sulla strada è tipicamente cinquecentesco, dall'aspetto massiccio e rustico, ingentilito solo da due file di finestre con dettagli in pietra serena. Il prospetto laterale è invece stato modificato in seguito e oggi si presenta con quattro statue in terracotta che rappresentano le Stagioni. In alto sporge la torretta belvedere.
La villa è circondata da un giardino con ampie terrazze. 

## Altre immagini

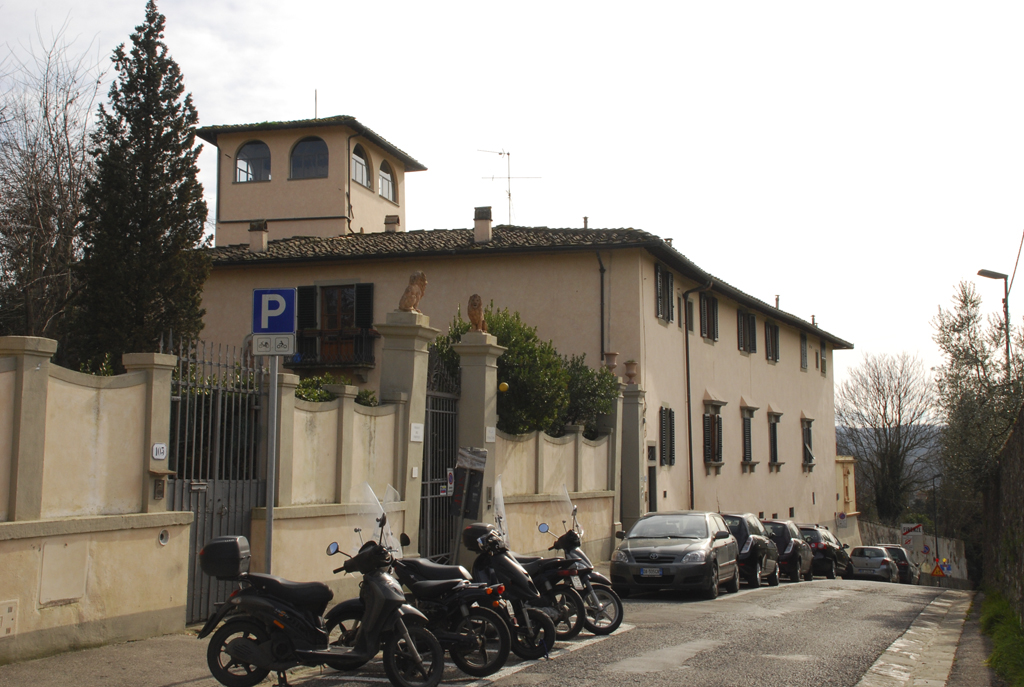
Veduta dalla strada
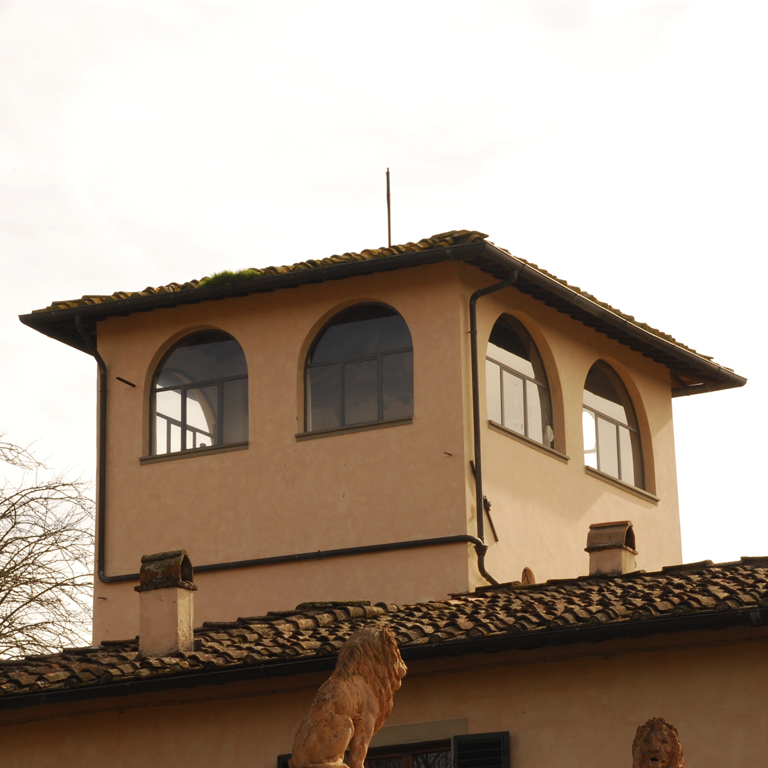
L'altana